# Arnsbæk
Arnsbæk (dansk) eller Arensbek (tysk) er et vandløb i Arns Herred på gesten i det centrale Sydslesvig i den nordtyske delstat Slesvig-Holsten. Bækken udspringer i Arnholt Sø (Arnskov Sø) nordvest for Slesvig by, løber derfra i en bue mod Sølvested og munder nord for Hollingsted ud i Trenen. Den har tilløb af bl.a. Rosager Å og Pugholmbæk (Pukholmbek). Dens nedre del efter Sølvested kaldes for Solvested Å (ty. Silberstedter Au).
Navnet henføres til enten oldn. ǫrn' (≈ørn) eller til indg. *ar (≈at være i bevægelse). Navnet har en række europæiske paralleller (f. eks. Arno i Italien). Muligvis er navnet hentet fra landsbyen Arnskov eller Arnskov Sø.